# Mastaba S3036
Die Mastaba S3036 wurde bei Sakkara ausgegraben und datiert in die altägyptische 1. Dynastie, um 3000 v. Chr. Der Grabbau wurde 1930 von Cecil Firth und dann vollständig von Walter Bryan Emery ausgegraben, der hier eine große Anzahl von Grabanlagen dieser Zeit freilegte. Cecil Firth legte nur die Grabkammer und die Fassade frei, ging aber davon aus, dass der Oberbau der Mastaba einen Block bildet. Als Grabbesitzer wird der hohe Beamte Anchka vermutet, der unter König Den amtierte, unter dem das Grab wahrscheinlich auch errichtet wurde.
Der Bau ist etwa 40 m lang und 22 m breit. Die Außenseiten sind mit einer Palastfassade (eine Fassade, die aus Nischen besteht) dekoriert. Das Innere des Oberbaus ist in 32 Magazinräume aufgeteilt. Im Osten der Anlage gibt es eine Treppe, die zu der unterirdischen Grabkammer der Anlage führt. Der Bau ist von einer Mauer umgeben. Nördlich davon fanden sich die Reste einer Bootsbestattung.
Die Grabanlage erwies sich als weitestgehend beraubt. Bis auf einige Scherben waren die Magazinräume leer. Die Grabkammer ist in den anstehenden Fels gehauen. Sie ist etwa 4,8 × 8,5 m groß. An der Nord- und Südseite der Grabkammer liegen jeweils zwei kleinere Magazinräume. Die beiden Magazine im Norden enthielten noch zahlreiche Beigaben, vor allem Keramik und Steingefäße. Als weitere Beigabe wurde ein Kupfergefäß gefunden. Siegelabrollungen, die sich hier fanden, tragen den Namen von Anchka und nennen König Den.